# Interno giorno
Interno giorno è un film italiano del 2011 diretto da Tommaso Rossellini. (Suo secondo film Playing with Plays esce online nel 2019).

## Trama
Una serata per celebrare il nuovo film della diva Maria Torricello, più esattamente una cena a casa dell'attrice stessa, in un ambiente elegante e sobrio. La donna, passata attraverso grandi successi e particolari e dolorose vicende personali, si ritrova a cercare il senso della propria esistenza ed affermazione. Nell'arco della serata si intrecciano la sua vita personale e la sua professionalità: le due realtà si sovrappongono senza mai uscire dal perimetro di quelle mura che sembrano contenere ogni evento espressivo.

## Produzione
Made in Italy film SRL

## Distribuzione
Dal Festival di Roma in 2011, il film è stato distribuito nelle sale italiane in 2012.